# 斜里川

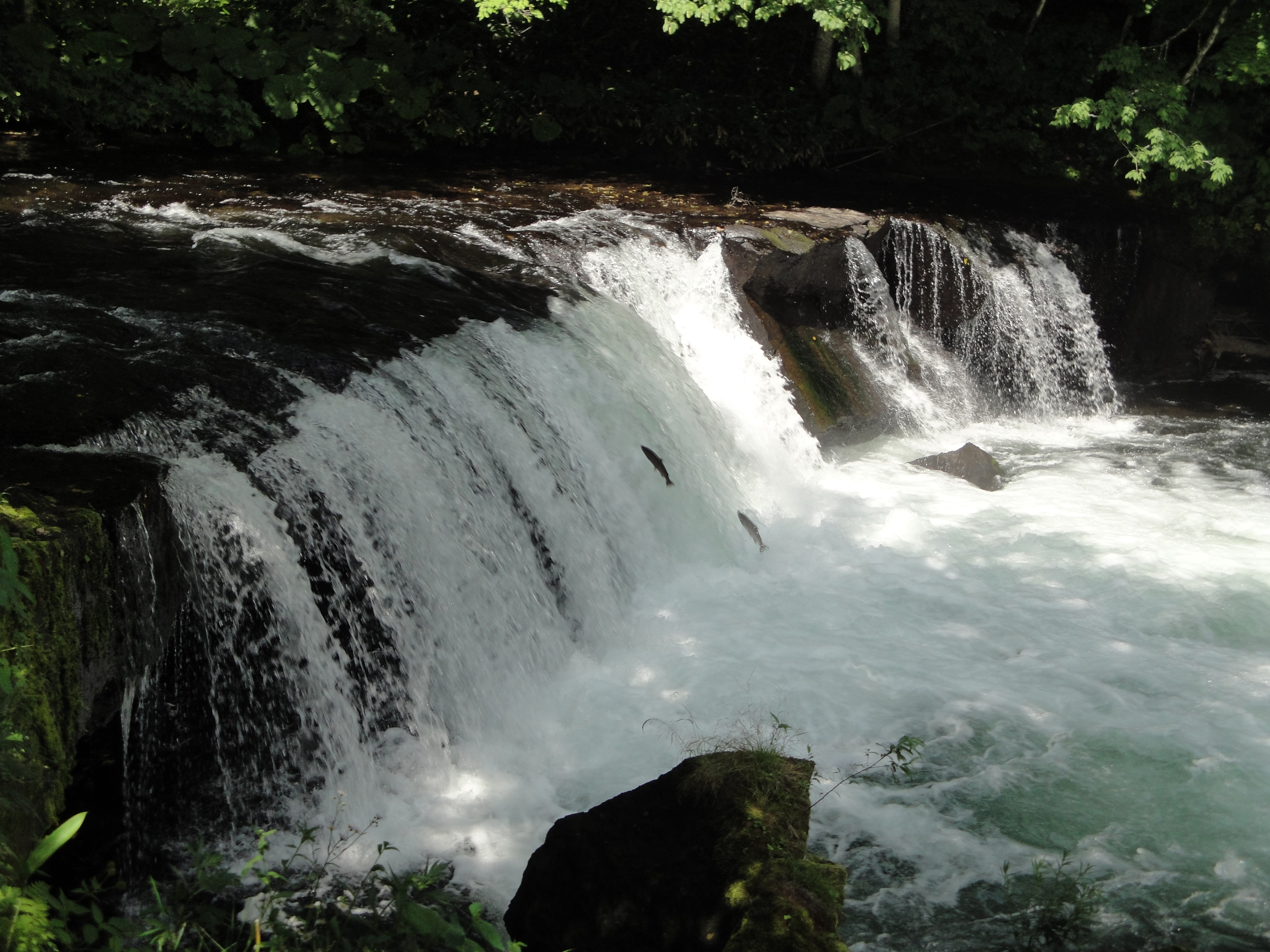
清里町のさくらの滝

斜里川（しゃりがわ）は、北海道斜里郡清里町および斜里町を流れオホーツク海に注ぐ二級河川。斜里川水系の本流である。水量と水温が比較的安定しているため、サケ類の生息に適しており遡上量も多い。イトウも確認されているが環境の変化により大幅に減少している。

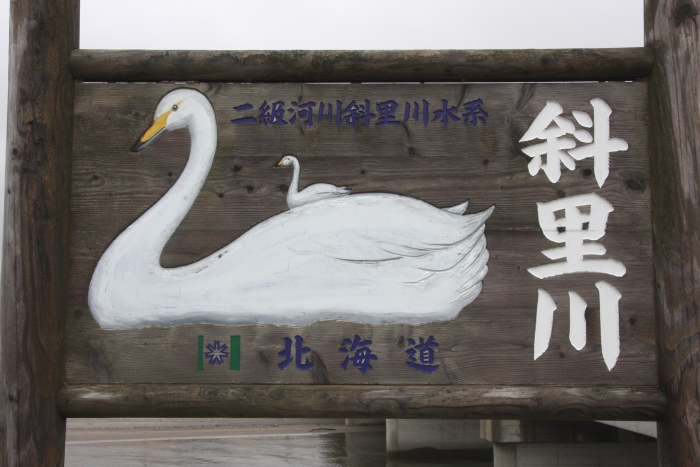
斜里橋にある斜里川の河川標識

## 流路
北海道オホーツク総合振興局管内の東部に位置する斜里岳の南山麓に源を発し南西に流れる。時計回りに北東に流れを転じ、斜里郡斜里町市街地の東側を貫流して斜里漁港付近のオホーツク海に注ぐ。

## 名称の由来
もともと「斜里（アイヌ語：サㇽ）」は川口一帯の地名であった。
なお斜里川自体のアイヌ語名については、松浦武四郎による『廻浦日記』には「シヤリ。（中略）本名シベシと云也」と書かれていることから、山田秀三は「ただシャㇽ（シャリ）と呼ばれ、時にシ・ペッ（大・川）と呼ばれたのであろうか」と推察している。このほか、永田方正らによりアイヌ語の「サルンペッ（sar-un-pet）」（葦原・にある・川）に由来する、とした説も書かれている。

## 流域の自治体
北海道
オホーツク総合振興局斜里郡斜里町、清里町

## 支流
- 四の沢川
- 三の沢川
- 二の沢川
- ホロカサル川
- ユクリイオロマナイ川
- タテクンナイ川
- アタックチャ川
- 札弦川
- オサウシ川
- ペーメン川
- エトンビ川
- 猿間川

## さくらの滝
斜里川河口から約25ｋｍ上流の位置にある高さ3.7ｍの滝。6月上旬から8月上旬にかけて産卵のために遡上したサクラマスが滝を飛び越えるために盛んにジャンプする様子を観察することが出来る。

## 主な橋梁
- 川上橋
- 新拓橋 - 国道334号
- 斜里新大橋 - 国道244号
- 斜里川橋梁 - JR釧網本線
- 斜里橋 - 北海道道769号斜里停車場美咲線